# Myrichthys
Myrichthys is een geslacht van straalvinnige vissen uit de familie van slangalen (Ophichthidae). Het geslacht is voor het eerst wetenschappelijk beschreven in 1859 door Girard.

## Soorten
- Myrichthys aspetocheiros McCosker & Rosenblatt, 1993
- Myrichthys breviceps Richardson, 1848 – Puntstaartaal
- Myrichthys colubrinus Boddaert, 1781
- Myrichthys maculosus Cuvier, 1816
- Myrichthys magnificus Abbott, 1860
- Myrichthys ocellatus Lesueur, 1825 – Gevlekte slangaal
- Myrichthys paleracio McCosker & Allen, 2012
- Myrichthys pantostigmius Jordan & McGregor, 1899
- Myrichthys pardalis Valenciennes, 1839
- Myrichthys tigrinus Girard, 1859
- Myrichthys xysturus Jordan & Gilbert, 1882